# 払腰返
払腰返（はらいごしがえし）は、柔道の投技の一つで足技21本の一つ。講道館では1982年（昭和57年）に新たに名称として登録された。講道館や国際柔道連盟 (IJF) での正式名。IJF略号HGE。別名二段小外刈（にだんこそとがり）。小外刈の二段小外刈とは異なる技である。

## 概要
払腰の返し技で後の先の技の一種である。お互いに右組の場合、相手（受け）が払腰で攻めてきた時、自信（取り）は重心下げ踏ん張る。その後、重心を右脚（攻められている脚）に移し、受けの片脚になっている軸脚（左脚）を取りの左脹脛をあてて、刈り込みながら受けを下に落とす。
形としては小外掛に近い形となる。似た動きの技としては跳腰返・内股返があるが、体の捌き方やタイミングなどが異なる。
名称設定の経緯については後の先も参照のこと。